# Royaume d'Irak
1932–1958
Entités précédentes :
- Mandat britannique de Mésopotamie

Entités suivantes :
- Fédération arabe d'Irak et de Jordanie
- République d'Irak

Le royaume hachémite d’Irak était le gouvernement de l’Irak jusqu’en 1958, le pays connaissant une dynastie de souverains hachémites. Le royaume est d’abord proclamé le 23 août 1921, durant la période du mandat britannique de Mésopotamie. Le mandat de la Société des Nations exercé par le Royaume-Uni est juridiquement annulé en 1922, mais la tutelle britannique reste partiellement en place dans les faits jusqu’en 1932, date à laquelle l’Irak voit sa pleine indépendance reconnue de droit par son adhésion à la Société des Nations (SDN). De nouveau sous tutelle britannique pendant la Seconde Guerre mondiale, le royaume recouvre ensuite sa souveraineté jusqu'au coup d’État de 1958 qui instaure la république d'Irak.
Impopulaires en Irak, les monarques étaient perçus comme des « gouverneurs d'une colonie britannique » et, pour de nombreux Irakiens, acquis aux idées pan-arabes et influencés par les idées de l'Égyptien Nasser, l'indépendance du pays ne remontait pas à 1921 ou 1932, mais à 1958, avec le coup d'État qui contribua à abolir la monarchie en Irak et placer des Irakiens au pouvoir.[non neutre] [réf. nécessaire] De même, la dynastie Hachémite était d'origine étrangère, et la population Irakienne ne fut pas consultée en 1921 et 1932, si elle souhaitait une monarchie, ou une république, le modèle monarchique étant imposé.

## Historique

### Proclamation

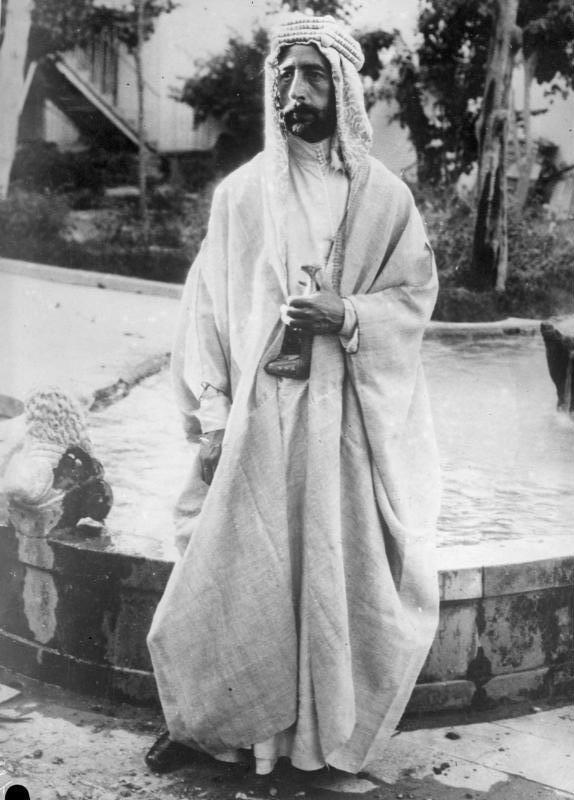
Fayçal Ier en 1932.

En mars 1921, à la conférence du Caire, sur le conseil de Lawrence, Churchill, le nouveau secrétaire d’État aux Colonies du Royaume-Uni, décide de confier l’autorité politique sur le mandat britannique de Mésopotamie à Fayçal, qui vient d’être chassé de Damas par les Français. Le pays doit accéder rapidement à l’indépendance, une fois les intérêts britanniques garantis. Le Royaume-Uni procède à un allégement de sa présence militaire au profit d’une force armée locale étroitement contrôlée. Elle conserve essentiellement une force aérienne chargée du maintien de l’ordre par d’éventuel bombardements et du contrôle des voies aériennes vers l’Inde. Les bases militaires britanniques sont protégées par des forces auxiliaires locales composées de chrétiens assyriens. La candidature de Fayçal est accueillie favorablement par les notables chiites du sud et à la suite d’un simulacre de consultation populaire, Fayçal est élu roi et couronné le 23 août.
Dès le début de son règne, Fayçal s’appuie sur les grands notables urbains sunnites et sur les anciens officiers irakiens de la révolte arabe, comme Nouri Saïd et Jafar al-Askari. Ces derniers ont l’ambition de créer un État fort, sur le modèle du régime jeune-turc. Les querelles de pouvoir sont très fortes et l’instabilité ministérielle est de mise. Les anciens officiers s’enrichissent et deviennent des notables et des grands propriétaires. Fayçal favorise la formation d’une armée moderne nationale.
Sous l’impulsion du théoricien du nationalisme arabe Sati al-Husri, nommé directeur général de l’éducation (1921-1927), l’Irak se dote d’un réseau scolaire primaire et secondaire, en dépit des pressions britanniques destinées à réduire les crédits à l’éducation. Cet enseignement de masse concerne les enfants des classes moyennes, et dispense un programme voué à éveiller la conscience nationale arabe et à inculquer l’unité arabe. La présence britannique est fustigée, ainsi que toute forme d’impérialisme. Les chiites refusent d’envoyer leurs enfants dans les écoles de l’État.
Fayçal Ier, après avoir utilisé les services du Premier ministre Nouri Saïd pour vaincre les réticences britanniques à l'indépendance, le remplace le 3 novembre 1932 par Naji Shawkat (en). Mais ce dernier se trouve bientôt contesté à la fois par les grands féodaux et par les nationalistes du parti ikha al watani; le courant nationaliste est encouragé par la nouvelle manne pétrolière dont bénéficie l'Irak, et dont l'exploitation reste soumise à l'Iraq Petroleum Company. En mars 1933, le roi remplace Shawkat par l'un des chefs de file nationalistes, Rachid Ali al-Gillani ; ce dernier souhaite d'abord dénoncer le traité de 1930 avec le Royaume-Uni et fermer les bases militaires britanniques, avant d'être ramené par le roi à plus de modération. Le premier ministre, prisonnier de ses alliances, n'aborde pas la question des réformes sociales attendues par les milieux défavorisés et les minorités chiites. La question des minorités religieuses et ethniques demeure cruciale pour le nouvel État.

### Instabilité politique

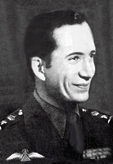
Ghazi Ier.

En juin 1933, pendant une visite du roi à Londres, le Premier ministre réprime durement les demandes d'autonomie des chrétiens Assyriens au nord de l'Irak (massacre de Simele). Bien que malade, Fayçal Ier rentre en Irak pour calmer la situation, avant de retourner se soigner en Suisse où il meurt le 8 septembre. Son fils aîné Ghazi Ier lui succède et garantit le maintien de « l'amitié et de l'alliance avec Londres ». Gillani, initialement reconduit dans ses fonctions, démissionne. Jamil al-Midfai, politicien expérimenté, lui succède. Le nouveau gouvernement réunit cependant des hommes n'ayant aucune idée en commun : Nouri Saïd (ministre des Affaires étrangères), pro-britannique, doit cohabiter avec d'autres ministres nationalistes. Le Premier ministre, incapable d'assurer la cohésion de son cabinet, finit par démissionner en 1934. Le chef de la maison royale, Ali Jaoudat, lui succède et réduit l'influence des nationalistes par un redécoupage électoral ; il doit néanmoins affronter le mécontentement combiné des cheiks écartés du pouvoir et des nationalistes, et doit démissionner quelques mois plus tard. L'Irak souffre d'une grande instabilité gouvernementale. Le poids du Royaume-Uni demeure présent, notamment dans les affaires pétrolières, suscitant des sentiments anti-britanniques chez les nationalistes, qui leur reprochent en outre la politique suivie en Palestine mandataire, où l'implantation juive progresse. Cette période voit l'achèvement de l'oléoduc de Mossoul à Haïfa qui, de 1935 jusqu'à la guerre israélo-arabe de 1948-1949, permettra d'exporter le pétrole irakien par la Jordanie et la Palestine mandataire.

### Coup d'État de 1936

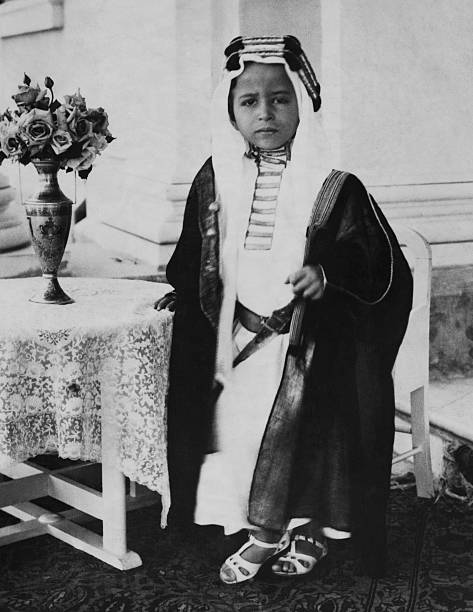
Fayçal II.

Le 29 octobre 1936, le général Bakr Sidqi entre dans Bagdad à la tête de ses troupes et réalise un coup d'État contre le Premier ministre Yassin al-Hachimi, dont il impose le remplacement par Hikmat Suleyman. Les deux nouveaux hommes forts appartiennent tous deux à des minorités nationales : Suleyman est turcoman et Sidqi Kurde. Ne se souciant pas des idées panarabistes du roi, ils concluent le 8 juillet 1937 un pacte avec la Turquie, l'Afghanistan et l'État impérial d'Iran. Le 18 juillet, un accord avec l'Iran avantage ce dernier pays sur les questions de frontière. Le mécontentement suscité par ces deux traités amène à un nouveau coup de force, mené cette fois par le roi et des officiers : Sidqi est renversé et tué le 10 septembre, et Suleyman destitué le 17.
Après un bref retour de Jamil al-Midfai, le pro-britannique Nouri Saïd revient au gouvernement et cohabite à nouveau avec ses adversaires nationalistes. L'Irak doit également gérer l'agitation au Koweït voisin, où l'agitation d'une minorité qui réclame son rattachement à l'Irak est réprimée par le gouvernement, aidé des Britanniques. Mais avant d'avoir pu prendre position, le roi Ghazi Ier est tué le 4 avril 1939 dans un accident d'automobile. Son fils Fayçal II, âgé de quatre ans, lui succède : Abdul Illah, oncle du nouveau roi, assure la régence et ne manifeste pas d'intention de s'opposer à la politique pro-britannique de Nouri Saïd.

### Seconde Guerre mondiale et coup d'État de 1941
Avec le déclenchement de la Seconde Guerre mondiale, l'Irak suit sa politique d'alliance avec le Royaume-Uni et rompt ses relations avec l'Allemagne nazie. Mais Nouri Said, soupçonné d'implication dans un scandale politique, doit démissionner le 31 mars 1940. Rachid Ali al-Gillani redevient premier ministre et, en désaccord avec le régent, oriente la politique du royaume vers la neutralité, puis vers un rapprochement avec l'Axe, qui se présente dans sa propagande comme le libérateur des peuples arabes. Une crise politique majeure éclate à la fin 1940, le régent se retirant dans une base britannique d'Habbaniyah pour protester contre la politique du gouvernement. Rachid Ali al-Gillani se retire alors du gouvernement, pour mieux préparer son retour en force, avec le soutien du groupe d'officiers connu sous le nom de Carré d'or : le 1er avril 1941, le régent, qui avait regagné Bagdad, est déclaré démis de ses fonctions, et doit prendre la fuite. Le Chérif Charaf, parent du roi, est déclaré régent.
La réaction des Alliés est rapide : le 2 mai, les hostilités sont déclenchées avec le Royaume-Uni : malgré l'appui aérien de la Luftwaffe qui utilise les bases aériennes vichystes en Syrie, la guerre anglo-irakienne tourne rapidement à la déroute pour le régime irakien. Rachid Ali al-Gillani, renversé, doit prendre la fuite. Dans le même temps, entre le 31 mai, date du cessez-le-feu, et le 2 juin, date de l'entrée des troupes Alliées, des violences ont lieu contre la communauté juive de Bagdad : un massacre, désigné sous le nom de Farhoud, fait environ 180 morts entre le 1er et le 2 juin. Jamil al-Midfai revient au pouvoir, mais est vite évincé par Nouri Saïd, qui organise la répression avec l'aide des Britanniques.Le régent Abdul Illah est restauré dans ses fonctions; les troupes britanniques occupent l'Irak jusqu'en 1945.

### Après-guerre
En 1944, le royaume d'Irak signe le protocole d'Alexandrie. L'année suivante, l'Irak fonde la Ligue arabe avec l'Égypte, le Liban, la Syrie, l'Arabie saoudite, le Yémen et la Transjordanie. Le pays est dans la lignée de l'opposition au nationalisme arabe et poursuit son alignement avec le Royaume-Uni. Le mécontentement des nationalistes va grandissant et, le 22 novembre 1952, des émeutes ont lieu à Bagdad pour réclamer l'abrogation du pacte anglo-irakien, dans le contexte qui a vu la révolution en Égypte et la prise de pouvoir de Mohammad Mossadegh en Iran. La situation politique dans le royaume est particulièrement tendue au début des années 1950, alors que le roi Fayçal II accède à la majorité. Moins de 15 % des inscrits participent aux élections législatives de 1953. La signature du pacte de Bagdad, en 1955, provoque le mécontentement de la population. Nouri Saïd ignore les revendications du Front national de l'opposition constitué par divers mouvements, qui réclame notamment la proclamation des libertés constitutionnelles et la lutte contre l'influence étrangère. L'Irak demeure un pilier du pacte de Bagdad : à l'union de l'Egypte et de la Syrie au sein de la République arabe unie, le pays réplique en février 1958 par une union avec la Jordanie au sein de la fédération arabe d'Irak et de Jordanie.

### Coup d'État de 1958 et fin de la monarchie
Le mécontentement conjoint des communistes et des baasistes aboutit à un coup de force de l'armée, menée notamment par les officiers Abdul Karim Qasim (communiste), Ahmad Hasan al-Bakr et Abdel Salam Aref (nationalistes). Le 14 juillet 1958, les troupes pénètrent dans Bagdad, et le palais royal est pris d'assaut. Le roi Fayçal II est mitraillé par les soldats ; une grande partie de la famille royale étant également massacrée. Nouri Saïd et Abdul Illah sont également tués, et leurs cadavres traînés dans les rues de Bagdad. La « république d'Irak », qui se retire de la Fédération arabe d'Irak et de Jordanie, est proclamée : Najib el-Rubai devient président et Abdul Karim Qasim premier ministre.
La monarchie, particulièrement impopulaire en Irak, était considérée comme une sorte de colonisation déguisée des Britanniques, d'autant plus que le souverain était d'origine étrangère, alors que les Irakiens plus ou moins nationalistes Pan-Arabes sont plutôt favorables à des dirigeants locaux [réf. nécessaire]. Plus grave : en 1921, quand le pays fut placé sous mandat britannique, la monarchie fut imposée comme futur modèle politique aux Irakiens, sans consulter le peuple, l'opinion publique, ainsi que les groupes ethniques et religieux. Un modèle républicain pour le pays ne fut même pas abordé. Ainsi, par exemple, la monarchie était sunnite, en un pays où les Chiites étaient peut-être majoritaires en 1932. Ainsi le coup de force du 14 juillet 1958 est vu comme la véritable date de l'indépendance du pays. Dans le même temps, le Koweït, pays voisin est considéré comme une création pure des Britanniques, de nombreux Irakiens voyant ce pays souverain comme une simple province de l'Irak, ce qui conduira au conflit de la guerre du Golfe de 1990-1991.[non neutre] En 1936, la France, qui avait sous tutelle la Syrie et le Liban, acceptera facilement un modèle républicain pour ces deux pays, alors que les Britanniques maintenaient la monarchie, pour la Jordanie, et l'Irak.
Les Britanniques vont attendre jusqu'en 1961 pour accorder enfin l'indépendance du Koweït, sans rattacher ce protectorat à l'Irak post-révolutionnaire. L' ONU suivra la même position que les Britanniques, en acceptant en son sein cet état nouveau venu.